# Pic de Bugarach

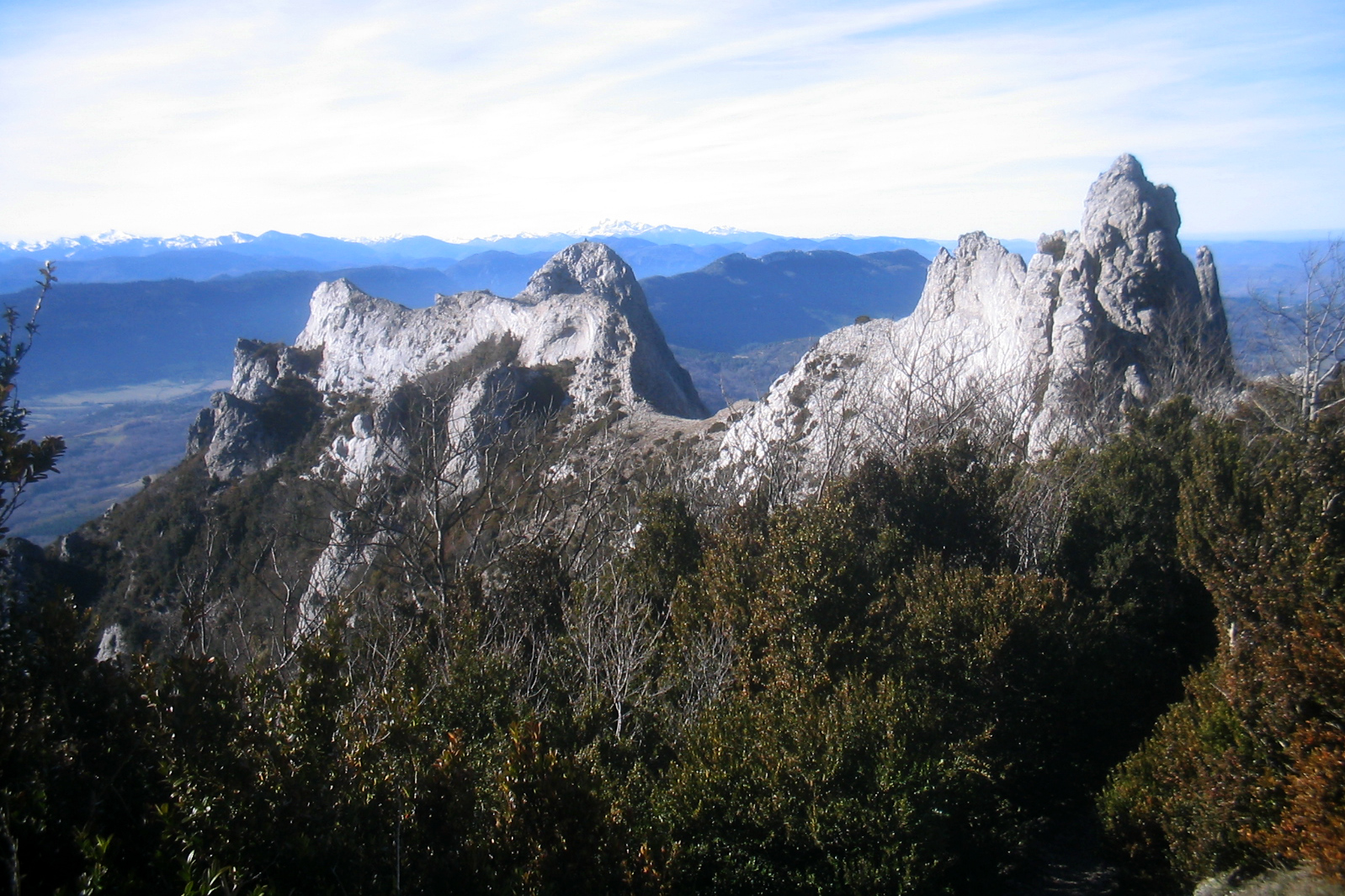
Pic de Bugarach – Gipfel aus anderer Perspektive

Der Pic de Bugarach oder Pech de Bugarach (okzitanisch Puèg de Bugarag) ist mit seiner Höhe von 1230 m die höchste Erhebung der Corbières, eines Mittelgebirges in der Region Okzitanien in Südfrankreich. An den Hängen des Berges entspringt der Fluss Agly.
Ob der Name des Bergs sich von dem in ca. 480 m Höhe an seinem Fuß liegenden Dorf Bugarach ableitet oder umgekehrt, ist letztlich nicht zu klären.

## Geologie
Die ungewöhnliche Form des Berges beruht auf einer geologischen Überschiebung; die oberen Schichten des Berges sind älter als die unteren.

## Sonstiges
- Bei der Vermessungsaktion zur Bestimmung des Urmeters (Meridianexpedition) in den Jahren 1792–1799 war der Berggipfel für den Geographen Pierre Méchain ein wichtiger trigonometrischer Punkt.
- Esoteriker und Angehörige der New-Age-Bewegung bringen den Pic de Bugarach in Verbindung mit UFOs, dem Maya-Kalender und einem für den 21. Dezember 2012 erwarteten Weltuntergang.[2]